# Cucullia zerkowitzi
Cucullia zerkowitzi är en fjärilsart som beskrevs av Charles Boursin 1934. Cucullia zerkowitzi ingår i släktet Cucullia och familjen nattflyn. Inga underarter finns listade i Catalogue of Life.